# La Buisse
La Buisse är en kommun i departementet Isère i regionen Auvergne-Rhône-Alpes i sydöstra Frankrike. Kommunen ligger i kantonen Voiron som tillhör arrondissementet Grenoble. År 2022 hade La Buisse 3 499 invånare.

## Befolkningsutveckling
Antalet invånare i kommunen La Buisse
Referens:INSEE